# 由利本荘市立西目小学校
由利本荘市立西目小学校（ゆりほんじょうしりつ にしめしょうがっこう）は、秋田県由利本荘市西目町にある公立小学校。

## 沿革
以下、注釈のない限り学校の公式ページより引用。
- 1874年（明治7年）
  - 4月7日 - 潟保村の宗老寺に西目東学校が開校。
  - 4月10日 - 沼田村の円通寺に西目西学校が開校。
- 1882年（明治15年）10月26日 - 両校を合併し、校地を沼田字金山とする。出戸と井岡地区に分校を開設。
- 1887年（明治20年）4月1日 - 「沼田尋常小学校」に改称。分校を統合。
- 1889年（明治22年）4月1日 - 尋常科を廃して簡易科とし、海士剥分教場を開設。
- 1895年（明治28年）2月2日 - 校舎を増築。「西目尋常小学校」に改称。
- 1901年（明治34年）5月23日 - 「海士剥分教場分離尋常小学校」に改称。
- 1926年（大正15年）
  - 2月18日 - 新校舎へ移転。
  - 2月30日 - 海士剥分教場を統合。
- 1927年（昭和2年）6月25日 - 新築校舎落成式を開催。
- 1948年（昭和23年）
  - 4月1日 - 学制改革により、「西目村立西目小学校」に改称。西目中学校を併設。
  - 8月13日 - 中学校が分離。
- 1954年（昭和29年）
  - 3月 - 校章を制定。
  - 9月 - 校歌を制定。
- 1957年（昭和32年）
  - 4月 - 県教育委員会より特殊教育研究校に指定。
  - 11月6日 - 北側校舎竣工式を開催。
- 1958年（昭和33年）5月12日 - 完全給食を開始。
- 1959年（昭和34年）
  - 3月19日 - 卒業生より寄贈された校旗を樹立。
  - 10月30日 - 子ども銀行が全国表彰される。
- 1962年（昭和37年）4月1日 - 特殊学級（現：特別支援学級）を開設。
- 1965年（昭和40年）3月30日 - 体育館を落成。
- 1967年（昭和42年）1月23日 - 新校舎へ移転。
- 1971年（昭和46年）
  - 4月2日 - 交通公園開園式を開催。
  - 県教育委員会より学校保健研究推進校に指定（翌年まで）。
- 1974年（昭和49年）11月1日 - 学校創立100周年記念式典を開催。
- 1975年（昭和50年）9月1日 ｰ 町制施行により、「西目町立西目小学校」に改称。
- 1976年（昭和51年）1月20日 - 交通安全優秀校として全国表彰される。
- 1977年（昭和52年）10月20日 - 学校給食優良校として文部大臣より表彰される。
- 1993年（平成5年）6月23日 - 全国森林地域美化コンクールにて優秀学校賞を受賞。
- 1994年（平成6年）10月23日 - 創立１20周年記念式典挙行。
- 1995年（平成7年） - 親水公園を設置。
- 1997年（平成9年）
  - 9月19日 - パソコン起動式。
  - 10月18日 - 学校保健統計調査を通じて文部大臣賞を受賞。
- 2002年（平成14年） - エイズ（性）教育研究推進地区に指定（2004年まで）。
- 2004年（平成16年）- 創立130周年記念事業実施。
- 2005年（平成17年）3月22日 - 市町合併により、「由利本荘市立西目小学校」に改称。
- 2006年（平成18年）4月 - 豊かな体験活動推進事業を委託される（翌年度まで）。
- 2008年（平成20年）
  - 3月 - 新共同調理場棟を落成。
  - 8月24日 - 新校舎へ移転。
  - 8月30日 - 第24回全国小学生陸上競技交流大会に出場。
  - 9月1日 - 新校舎落成記念式典を開催。新校旗を樹立[2]。
- 2010年（平成22年）
  - 1月6日 - 新体育館を落成。
  - 4月 - 特色ある教育活動支援事業の実践校に指定（翌年度まで）。
  - 10月 - スクールソング「News！～毎日が発見～」を作成。
- 2012年（平成24年）8月25日 - 第28回全国小学生陸上競技交流大会に出場し、男子100mで5位に入賞[3]。
- 2013年（平成25年）8月24日 - 第29回全国小学生陸上競技交流大会の男子走り高跳びに出場[4]。
- 2014年（平成26年）10月25日 - 創立140周年記念式典挙行[5]。
- 2015年（平成27年）〜 アクティブ・ラーニング研究指定。
- 2015年（平成27年）8月22日 - 男子400Ｍリレー、女子ソフトボール投げ 第31回陸上全国大会出場。
- 2016年（平成28年）8月21日 - 女子走り高跳び 第32回陸上全国大会出場。
- 2017年（平成29年）
  - 3月6日 - 文部科学大臣教職員組織表彰。
  - 7月1日 - 新たな学びに関する実践フィールド校公開研究会。
- 2019年（令和元年）
  - 5月 - 文部科学省委託「これからの時代に求められる資質・能力を育むためのカリキュラム・マネジメントの在り方に関する調査研究」。
  - 12月2日 - 地域学校協働活動文部科学大臣表彰を受賞。
- 2021年（令和3年）9月19日 - 第37回陸上全国大会出場　男子コンバインドＡ。
- 2022年（令和4年）10月7日 - 第29回東北小学校生活科・総合的な学習教育研究協議会秋田大会兼第16回秋田県小学校生活科・総合的な学習教育研究協議会本荘由利大会。
- 2023年（令和5年）3月8日 - 第16回税に関する絵はがきコンクール　東北/秋田県優秀賞。
- 2024年（令和6年）11月8日 - 創立150周年記念式典・記念演奏会開催[6]。

## 校歌
作詞：西目町教育委員会選定、作曲：岡本敏明

## 児童数・学級数
| 年度                      | 男子 | 女子 | 計  | 増減 | 学級数 | 増減 | 備考           | 出典   |
| ------------------------- | ---- | ---- | --- | ---- | ------ | ---- | -------------- | ------ |
| 1994（平成6）年度         | 不明 | 不明 | 492 |      | 17     |      | 創立120周年    | [ 9 ]  |
| 1995（平成7）年度         | 不明 | 不明 | 490 | -2   | 18     | +1   |                | [ 9 ]  |
| 1996（平成8）年度         | 不明 | 不明 | 455 | -35  | 17     | -1   |                | [ 9 ]  |
| 1997（平成9）年度         | 不明 | 不明 | 426 | -29  | 15     | -2   |                | [ 9 ]  |
| 1998（平成10）年度        | 不明 | 不明 | 406 | -20  | 16     | +1   |                | [ 9 ]  |
| 1999（平成11）年度        | 202  | 179  | 381 | -25  | 15     | -1   |                | [ 9 ]  |
| 2000（平成12）年度        | 188  | 172  | 360 | -11  | 15     | 0    |                | [ 9 ]  |
| 2001（平成13）年度        | 176  | 168  | 344 | -16  | 13     | -2   |                | [ 9 ]  |
| 2002（平成14）年度        | 168  | 161  | 329 | -15  | 15     | +2   |                | [ 9 ]  |
| 2003（平成15）年度        | 166  | 171  | 337 | +8   | 14     | -1   |                | [ 10 ] |
| 2004（平成16）年度        | 156  | 179  | 335 | -2   | 13     | -1   | 創立130周年    | [ 11 ] |
| 2005（平成17）年度        | 157  | 175  | 332 | -3   | 12     | -1   | 由利本荘市誕生 | [ 12 ] |
| 2006（平成18）年度        | 158  | 175  | 333 | +1   | 13     | +1   |                | [ 13 ] |
| 2007（平成19）年度        | 157  | 164  | 321 | -12  | 12     | -1   |                | [ 14 ] |
| 2008（平成20）年度        | 161  | 168  | 329 | +8   | 12     | 0    |                | [ 15 ] |
| 2009（平成21）年度        | 159  | 169  | 328 | -1   | 14     | +2   |                | [ 16 ] |
| 2010（平成22）年度        | 165  | 157  | 322 | -6   | 14     | 0    |                | [ 17 ] |
| 2011（平成23）年度        | 167  | 161  | 328 | +6   | 14     | 0    |                | [ 18 ] |
| 2012（平成24）年度        | 167  | 163  | 330 | +2   | 14     | 0    |                | [ 19 ] |
| 2013（平成25）年度        | 167  | 176  | 343 | +13  | 16     | +2   |                | [ 20 ] |
| 2014（平成26）年度        | 159  | 171  | 330 | -13  | 14     | -2   | 創立140周年    | [ 21 ] |
| 2015（平成27）年度        | 155  | 179  | 324 | -6   | 13     | -1   |                | [ 22 ] |
| 2016（平成28）年度        | 153  | 180  | 333 | +9   | 13     | 0    |                | [ 23 ] |
| 2017（平成29）年度        | 143  | 177  | 320 | -13  | 13     | 0    |                | [ 24 ] |
| 2018（平成30）年度        | 145  | 172  | 317 | -3   | 13     | 0    |                | [ 25 ] |
| 2019（平成31/令和元）年度 | 133  | 154  | 287 | -30  | 14     | +1   |                | [ 26 ] |
| 2020（令和2）年度         | 130  | 158  | 288 | +1   | 14     | 0    |                | [ 27 ] |
| 2021（令和3）年度         | 133  | 134  | 267 | -21  | 13     | -1   |                | [ 28 ] |
| 2022（令和4）年度         | 110  | 124  | 234 | -33  | 9      | -4   |                | [ 29 ] |
| 2023（令和5）年度         | 108  | 119  | 227 | -7   | 13     | +4   |                | [ 30 ] |
| 2024（令和6）年度         | 100  | 114  | 214 | -13  | 11     | -2   | 創立150周年    | [ 31 ] |
| 2025（令和7）年度         | 94   | 105  | 199 | -15  | 11     | 0    |                |        |